# Giovanni Domenico Mansi
Giovanni Domenico Mansi (Lucca, 16 de febrero de 1692 - ib., 27 de septiembre de 1769) fue un teólogo e historiador eclesiástico italiano, y fue arzobispo de Lucca.

## Vida
Nacido en el seno de una familia noble de Lucca (Toscana), por aquel entonces capital de la República de Lucca, fue el primogénito de Giuseppe y Maria Rosa Torre, que tras él tuvieron otros dos hijos, Francesco y Filippo Antonio. 
A los 16 años ingresó como novicio en el colegio de la congregación de Clérigos Regulares de la Madre de Dios, en la que profesó dos años después. 
De regreso en su villa natal, estudió filosofía, teología e historia eclesiástica, fue ordenado presbítero en 1715 y fue profesor de teología escolástica y moral. Apasionado por el estudio, rechazó los cargos de rector del colegio de S. Maria Corteorlandini de Lucca y de vicario general de su congregación para quedar como prefecto de la biblioteca del Capitolio de Lucca. Durante una estancia en Roma en la que fue bien recibido por Domenico Silvio Passionei se planteó la posibilidad de su ascenso al cardenalato, pero Clemente XIII lo denegó, descontento con algunas aportaciones de Mansi a la "L'Encyclopédie"; desde 1764 fue arzobispo de Lucca, aunque durante sus últimos dos años estuvo impedido como consecuencia de una apoplejía que lo privó del movimiento. 

## Obras
Trabajador infatigable y de vasta erudición, su labor ha sido criticada por haber sido hecha demasiado precipitadamente como para ser perfecta. 
Dejó escritas algunos obras de su propia mano, entre ellas un tratado moral dedicado a su amigo y futuro cardenal Gioacchino Besozzi y destinado a los confesores de la diócesis que estuvo a punto de formar parte del Index librorum prohibitorum por contener proposiciones falsas y escandalosas, una disertación sobre la primacía de la iglesia de Lucca, y otra sobre la datación del concilio de Sardica.
Sin embargo la mayor parte de sus aportaciones fueron ediciones anotadas y reimpresiones de algunas obras de Johann Burckhardt Mencke, Augustin Calmet, Louis Thomassin, los "Annales" de César Baronio, la "Critica" de Antoine Pagi, la crónica de Giovanni Villani, la "Historia ecclesiastica" de Noël Alexandre y la de Amat de Graveson, las obras de Pío II o Benedicto XIV, la "Theologia moralis" de Anacletus Reiffenstuel y la de Paul Laymann, la "Miscellanea" de Étienne Baluze, un "Diario antico e moderno delle Chiese di Lucca" considerablemente ampliado por él mismo o las memorias de la condesa Matilde de Fiorentini.
Su obra más amplia y conocida fue una recopilación de concilios de la iglesia católica titulada "Sacrorum Conciliorum Nova Amplissima Collectio", concebida como un suplemento a la obra de Nicola Coleti; comenzada en 1748 e interrumpida por falta de recursos después de cuatro años, fue reimpresa en 31 volúmenes entre 1758 y 1798 en Florencia y Venecia, y nuevamente en París en 1901, continuada por Jean-Baptiste Martin.